# Colin Clive
Colin Clive, nome completo Colin Glenn Clive-Greig (Saint-Malo, 20 gennaio 1900 – Los Angeles, 25 giugno 1937), è stato un attore britannico, noto soprattutto per il ruolo del Dr. Henry Frankenstein in Frankenstein (1931) e La moglie di Frankenstein (1935).

## Biografia
Nato in Francia, Clive era figlio di un colonnello inglese.
Raggiunse il successo sulle scene teatrali inglesi con il dramma Journey's End, portato in scena al Savoy Theatre di Londra. Il regista James Whale gli offrì il ruolo del tormentato capitano Denis Stanhope anche nella versione cinematografica dell'opera, Journey's End (1930), con la quale Clive debuttò sugli schermi americani nel 1930.
Clive consolidò il proprio successo con il ruolo del dottor Henry Frankenstein in Frankenstein (1931) e La moglie di Frankenstein (1935), sempre per la regia di James Whale. Apparve inoltre in un altro celebre horror degli anni trenta, Amore folle (1936), per la regia di Karl Freund, accanto a Peter Lorre, e anche in un film con Katharine Hepburn, La falena d'argento (1933).
Afflitto da un alcolismo cronico che ne compromise la breve carriera, Clive morì prematuramente all'età di 37 anni, per le complicazioni dovute alla tubercolosi.

## Henry Frankenstein

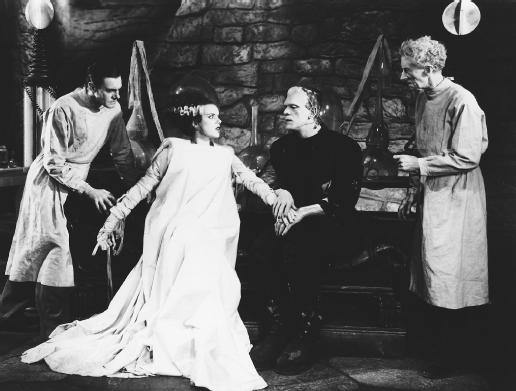
Clive, sulla sinistra, in una scena del film La moglie di Frankenstein (1935)

Il personaggio di Henry Frankenstein non compare nel libro Frankenstein, o il moderno Prometeo di Mary Shelley (1816), dal quale il film della Universal Pictures venne liberamente tratto nel 1931: il protagonista del romanzo si chiama infatti Viktor Frankenstein.
Nei due film di James Whale, primi della saga di Frankenstein realizzata dalla Universal, il Barone Frankenstein compare nel primo film (interpretato da Frederick Kerr); tuttavia nel film è il Dr. Henry Frankenstein a creare il mostro.

## Filmografia
- Journey's End, regia di James Whale (1930)
- The Stronger Sex, regia di Gareth Gundrey (1931)
- Frankenstein, regia di James Whale (1931)
- Lily Christine, regia di Paul L. Stein (1932)
- La falena d'argento (Christopher Strong), regia di Dorothy Arzner (1933)
- Looking Forward, regia di Clarence Brown (1933)
- The Key, regia di Michael Curtiz (1934)
- One More River, regia di James Whale (1934)
- Jane Eyre - L'angelo dell'amore (Jane Eyre), regia di Christy Cabanne (1934)
- L'uomo che sbancò Montecarlo (The Man Who Broke the Bank at Monte Carlo), regia di Stephen Roberts (1935)
- Il conquistatore dell'India (Clive of India), regia di Richard Boleslawski (1935)
- The Right to Live, regia di William Keighley (1935)
- La moglie di Frankenstein (Bride of Frankenstein), regia di James Whale (1935)
- The Girl from 10th Avenue, regia di Alfred E. Green (1935)
- Amore folle (Mad Love), regia di Karl Freund (1935)
- The Widow from Monte Carlo, regia di Arthur Greville Collins (1935)
- L'uomo che amo (History Is Made at Night), regia di Frank Borzage (1937)
- Adorazione (The Woman I Love), regia di Anatole Litvak (1937)

## Doppiatori italiani
- Giulio Panicali in Frankenstein
- Gualtiero De Angelis in La moglie di Frankenstein
- Umberto Melnati in Adorazione
- Romano Malaspina in Frankenstein (ridoppiaggio)
- Renato De Carmine in La falena d'argento (ridoppiaggio)
- Dario Penne in La moglie di Frankenstein (ridoppiaggio)

## Curiosità
Clive ha ispirato il nome del personaggio Jeffrey Clive della serie televisiva degli anni settanta L'incredibile Hulk.